# Ornithogalum corticatum
Ornithogalum corticatum är en sparrisväxtart som beskrevs av Mart.-azorín. Ornithogalum corticatum ingår i släktet stjärnlökar, och familjen sparrisväxter. Inga underarter finns listade i Catalogue of Life.